# Albert Zsuzsa (grafikus)
Albert Zsuzsa (Budapest, 1954. június 13. –) magyar grafikus, festő és könyvművész.

## Életútja, munkássága
Rajzolni általános iskolában tanult, továbbiakban iskolai képzőművészeti szakképzésben nem vett részt, 1966-tól rajzszakköröket (Postás, Dézsi Huber) látogatott és amatőr művészcsoportokkal működött együtt, s velük vett részt kiállításokon. Budapesten él és alkot, 1974-1982-ig a Népművelési Intézetben a Fiatalok Népművészeti Stúdiójának titkáraként működött.  Az 1970-es évek közepe táján Bak Imre figyelt fel az ő rajzaira, Bak Imre teljesítménye annyira inspirálta Albert Zsuzsát, hogy Bak Imrét tekinti mesterének.
Albert Zsuzsa saját egyéni stílusát finom négyzethálókra vagy transzparenciára épülő konstruktivista-szisztematikus rajzokban valósította meg, hasonló szellemben háromdimenziós objektekkel is kísérletezik. Az 1970-es és az 1980-as években gyöngyfűzéssel is foglalkozott. Jelentős az ő munkássága a könyvművészet területén is, számos könyvborítót tervezett a Népművelési Intézetnek, a Móra Ferenc Könyvkiadónak és  különböző kiállítási katalógusokat a múzeumok számára, köztük  a Műcsarnok által 1987-ben közreadott Budapesti Nemzetközi Kisplasztikai Kiállítás, majd az 1995-ben kiadott Helyzetkép : magyar szobrászat : szobrok, érmek, reliefek, objektek, environmentek, installációk című kiállítási katalógusok könyvterve Albert Zsuzsa munkája. Bak Imre, 1971-1979 : Fotókonceptek (2004) című kötetének könyvterve is Albert Zsuzsa munkáját dicséri. Oltai Kata: Kortárs magángyűjtők, 2009 : Válogatás jelentős művészeti gyűjteményekből... című kötetéhez Albert Zsuzsa is készített fotókat.
Művei megtalálhatók a Magyar Nemzeti Galériában, s lengyel magángyűjteményben.

## Kiállításai (válogatás)

### Egyéni
- 1978 • Ferencvárosi Pincetárlat, Budapest
- 1982 • Balatonboglári kápolna (Bohus Zoltánnal)

### Csoportos
- 1976 • Liszt Ferenc Művelődési Ház, Ózd
- 1977 • Tokaj Galéria, Tokaj
- 1978 • Rend-rendszer, Budapesti Műszaki Egyetem aulája, Budapest • Nemzetközi Rajztriennále, Wrocław • Fiatal Művészek Klubja, Budapest
- 1979 • Bercsényi Klub, Budapest
- 1980 • Tér, kapcsolat, lehetőség, Józsefvárosi Kiállítóterem, Budapest • Rajz 1980, Pécsi Galéria, Pécs • Magyar Grafika és Rajz, Magyar Nemzeti Galéria, Budapest • Tendenciák 1970-1980. 3. Geometrikus és strukturális törekvések a hetvenes évek művészetében, Óbuda Galéria, Magyar Ház
- 1981 • Nemzetközi Rajztriennále, Wrocław
- 1982 • Meditáció, Bartók 32 Galéria, Budapest
- 1983 • Helyzet, Budapest Galéria Lajos u., Budapest
- 1988 • Magyar Ház, Berlin.[3]

## Díjak, elismerések
- A II. wrocllawi Nemzetközi Rajztriennale oklevele (1981)